# Petőcz András
Petőcz András (Budapest, 1959. augusztus 27. –) József Attila-díjas, Márai Sándor-díjas és Magyarország Babérkoszorúja díjas, a Magyar Köztársasági Érdemrend lovagkeresztjével kitüntetett magyar író, költő, szerkesztő.

## Élete
1986-ban diplomázott az Eötvös Loránd Tudományegyetem magyar–történelem szakán. 1981–1983 között a Jelenlét című folyóirat vezető szerkesztője volt. 1983-ban underground művészeti egyesületet és szamizdat lapot alapított, Médium-Art néven. Alternatív művészeti akciókban vett részt és kapcsolatban állt az akkori demokratikus politikai ellenzékkel is. Olyan művészeti szamizdat fórumokban is publikált, mint Galántai György Aktuális levél (Artpool letter) című kiadványa.
Az 1980-as években csatlakozott az avantgárd párizsi köréhez, nemzetközi költészeti fesztiválokon szerepelt. Ebben az időszakban a hazai avantgárd egyik vezéralakja, a vizuális költészet, a képvers egyik megújítója, hangverssel, akusztikus költészettel is foglalkozik. 1986-ban a párizsi Polyphonix-rendezvényen lépett fel, majd 1988-ban a franciaországi Tarasconban akusztikus költészeti bemutatót tartott a nemzetközi A.G.R.I.P.P.A-fesztiválon. 1989–1991-ben videófilmeket rendezett a Balázs Béla Stúdióban. Reprezentatív vizuális költészeti antológiát állított össze (Médium-Art, Magvető, 1990). 1990-től 1992-ig a párizsi Magyar Műhely egyik felelős szerkesztője volt. Költészetére kezdetben Kassák Lajos, később Erdély Miklós volt hatással, de szintézisteremtő lírája kötődik a Nyugat klasszikusainak költészetéhez is, így különösen Babits Mihály és Kosztolányi Dezső munkásságához. Idősebb pályatársai közül Erdély Miklós mellett Lakatos Istvánt, Orbán Ottót, Tandori Dezsőt és Somlyó Györgyöt nevezte barátjának és mesterének több vele készült interjúban, de 2006 szeptemberében versben emlékezett meg Faludy György haláláról is a Népszava Szép Szó mellékletében.
Az 1980-as évek közepén ismerkedett meg az Új Zenei Stúdió alkotóközösségének munkásságával, több közös rendezvényen szerepel velük együtt. Különösen Sáry László zeneszerzővel alakított ki szoros munkakapcsolatot. Az irodalmi-zenei esteket 1990-ben egy közös hanglemez megjelentetése követte, Közeledések és távolodások címen. Ekkor írta a szonett formáját idéző számozott Zárójelverseit, amelyek a minimál- és a repetitív zenei törekvések nyomán a költészetben valósítottak meg hasonló elveket. Ezek legmarkánsabb kifejeződései a Zárójelvers op. 7. és op. 11. című versek.
Az évtized végére konkrét költészeti ciklust írt Non-figuratív címmel, amelyben a vers, a szöveg önreflexivitását vizsgálta, vagyis azt, hogy a konkrét művészet elveinek megfelelően képes-e az irodalom is „önmagáról” szólni, művészetének anyagáról, magáról a szövegről. A Petőcz által tyroclonista verseknek nevezett művek mintegy végpontot jelentenek a képvers, a vizuális költészet történetében. Ezt bizonyítja Petőcz hangváltása is. Következő, A láthatatlan jelenlét című kötete már egyértelműen a hagyományos formákhoz való visszatérést jelezték költészetében. Európa metaforája című versében új távlatot nyitott, az európaiság, a szabadság kérdéseivel foglalkozott. A klasszikus hagyományokhoz való visszatérést mutatják olyan alkotások, mint a Vissza az égbe című nagy lélegzetű monológ, vagy az Üzenet b-moll című költemény.

Portréja az 1987-es Szép versek antológiában (Csigó László felvétele)

Az 1990-es évek közepén egyre inkább a szintézis, a hagyományok egységesítésének igénye jelent meg verseiben, kötetei is ezt a törekvést mutatták. A szonett és a képvers egyszerre van jelen például A tenger dicsérete (1994) című válogatott verseit tartalmazó könyvében. Ekkoriban kezdett álnéven is publikálni. Az utazó búcsúja című kötetében feltűnt Annette Labelle, az ismeretlen francia költőnő, akinek nem csak verseit írta meg, de életét is elképzelte. Hasonló módon hozott létre egy költőnőt Mecseki Rita Eszter néven az évtized végén, akinek verseit a legjobb irodalmi lapok közölték, és akinek kötetet is készített, ez Nőtincs címmel jelent meg. Ilyen álneve még a Jerome David Salinger regényeiből kölcsönzött hős, Seymour Glass, akinek szintén megírta különös, kifinomult lelkiséget tükröző haikuit, ez Tenyered, ha csattan címmel látott napvilágot.
1998-ban meghívást kapott az amerikai Amerikai Egyesült Államokba, ahol három hónapot töltött el egy nemzetközi írószemináriumon, Iowában. Itteni élményei hatására a próza felé fordult. Megírta A napsütötte sávban című prózaverskötetét, majd rendszeresen novellákat publikált egy kitalált családról, Egykor volt házibarátaink címmel. Petőcz prózája regényeiben teljesedett ki, A születésnap című regény a „Házibarát-novellák” végső megjelenési formája lett, az Idegenek című regény viszont már egy lepusztult és terrorizált világ szorongó látomása. Az utóbbi regény írása idején Petőcz Franciaországban élt, mint nyilatkozataiban megerősítette, a regény erősen kapcsolódik azokhoz a tapasztalatokhoz is, amiket ebben az időszakban szerzett. Maga a regény az Oroszországban lezajlott beszláni túszdráma egyfajta feldolgozása.
1996–1998 között, illetve 2006 januárjától 2009 decemberéig a Magyar Könyv Alapítvány egyik kurátora, 2002-től a Magyar P.E.N. Club alelnöke.
2009. március 13-án az ELTE BTK Irodalomtudományi Doktori Iskola „Nyugat” Oktatási Programja keretében Tamkó Sirató Károlyról és a Dimenzionista Kiáltványról írt PhD-disszertációját summa cum laude minősítéssel védte meg, így doktori fokozatot (PhD) nyert el.
2009 tavaszától a Magyar Irodalomtörténeti Társaság Szépírói Tagozatának elnöke.
2011 szeptemberében meghívottként vett részt a Literaturfestival Berlin  Archiválva 2012. január 11-i dátummal a Wayback Machine-ben elnevezésű irodalmi rendezvénysorozaton, ahol Dalos György társaságában bemutatta a németül megjelent Idegenek című regényét. Decemberben Varsóban mutatták be ugyanennek a regénynek a lengyel változatát, amely regényről a legnagyobb lengyel napilap is terjedelmes cikkben számolt be. Ugyanebben az évben Tbilisziben, Grúziában is megjelent az Idegenek című regény az ottani Siesta kiadónál, és ilyen módon a 2010-ben szintén ugyanitt megjelent A születésnap című regénye után Petőcz már a második könyvét adta ki az országban. 2015-ben pedig a Másnap című regénye aztán a harmadik lett a grúz nyelven megjelent könyvei sorában.  
2013 májusában részt vett a „Biennale internationale des poètes en Val-de-Marne” elnevezésű fesztiválon, Franciaországban és franciául mutatta be a verseit. 2013 júniusától két hónapot töltött a Villa Yourcenar alkotóházban, és az alkotóház művészeti életében vett részt.
2014 decemberében megjelent az Idegenek (Чужденци) című regénye bolgár nyelven, és ezzel a munkájával meghívott vendégként vett részt azon a télen, 2014. december 11-én a Szófiai Nemzetközi Könyvfesztiválon.
2015 márciusában a brüsszeli Passa Porta irodalmi szervezet ösztöndíjasaként egy hónapot töltött Brüsszelben, a Passa Porta vendéglakásában, és új regényén dolgozott.
2018 tavaszán meghívottként vett részt a „Poezia la Iași” nemzetközi költészeti fesztiválon.
2021 augusztusában A párizsi lakásom című versének megfilmesített változatát (rendező: Kovács Gábor Attila) bemutatták a XII. Bujtor István Filmfesztiválon, és a film Bujtor István-díjat kapott.
2022. január végén Az alfától az omegáig címmel reprezentatív vizuális költészeti kiállítás nyílt a munkáiból a budapesti Műcsarnokban.
2022. május 22-étől 29-éig meghívottként vett részt a „Poezia la Iași” nemzetközi költészeti fesztiválon.
2022. október 15-étől egy hónapig rezidens íróvendégként volt jelen Portugáliában, Cascaisban, a portugál Fundação Dom Luís alapítvány meghívottjaként, ahol újabb munkáin dolgozott.
2023 februárjában egy hónapig rezidens íróvendég volt Ausztriában, Kremsben, a Literaturhaus Niederösterreich vendégeként, ahol újabb munkáin dolgozott. Kremsi tartózkodása keretében február 23-án irodalmi estet tartott Bécsben, a Collegium Hungaricumban.
2023 május 16-án és 17-én fellépett Bécsben a Literarischer Lenz in Centrope elnevezésű fesztiválon, ahol magyar és német nyelven hangzottak el versei.
2023 januárja óta az Opus című, felvidéki magyar irodalmi és művészeti lap főszerkesztője.
2023 október 17-én fellépett Portugáliában a FOLIO – Festival Literário Internacional de Óbidos elnevezésű fesztiválon, ahol magyar, francia és portugál nyelven hangzottak el versei.

## Művei

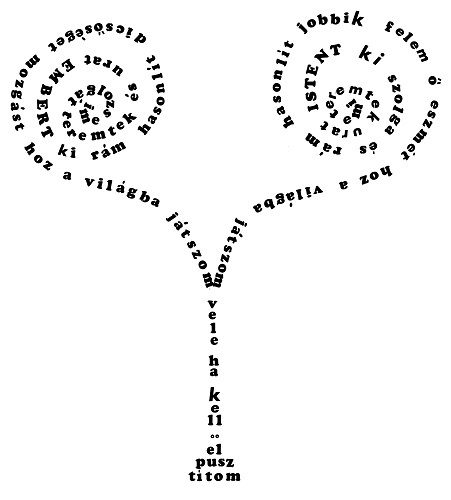
Petőcz András: Teremtés (képvers)

- Az androgün szerető; regény, Joshua Könyvek, 2025
- Der Geburtstag (A születésnap című regény német nyelven), 2025
- Maria João Cantinho: A fény mögött, versek (Petőcz András fordításai), Fekete Sas kiadó, 2025
- Az anyáért, aki alszik, versek; Fekete Sas Kiadó, 2024
- Dadog, versek; Tiszatáj Alapítvány, Szeged, 2024
- Vissza az időben, Versek; Orpheusz kiadó, 2023
- A folyó felett. Összegyűjtött versek; Napkút kiadó, 2023
- Felina, (versek portugál nyelven, Maria João Cantinho fordításában), The Poets and Dragons Society, Impresso em Portugal, 2022 ISBN 978-989-9107-17-5[25]
- A látogatás emléke. Versek; Fekete Sas kiadó, 2022
- Des Besuchs Erinnerung. Gedichte; Fordító: Christian W. Schenk, Dionysos, Németország 2022
- Az öregasszony, aki valamikor kislány volt. Elbeszélések; Napkút, Bp., 2022
- Féline (versek francia nyelven, Yann Caspar fordításában), Éditions du Cygne, Paris, 2021 ISBN 978-2-84924-671-9
- A vízpartot becsomagolni. Esszék, kritikák, interjúk; Napkút, Budapest, 2021
- Idegenek-trilógia, Egy évszázad története, regény, Napkút kiadó, 2020
- A denevér vére, Novellák. Napkút kiadó, 2019
- A visszaforgatott idő, Versek. Tiszatáj kiadó, 2019
- A macska visszatér. Versek. Orpheusz Kiadó, 2019
- Concrete. Experimentális költészet 1980–2018, Gondolat Kiadó, Bp., 2018
- Ancika. Kisregény és elbeszélések, Fekete Sas Kiadó, Bp., 2018
- ... és arcára álarcot teszen. Versek, Orpheusz Kiadó, Bp., 2017
- Naissance du visage étranger, (versek francia nyelven, Georges Kassai és Pallai Károly Sándor fordításában), Éditions du Cygne, Paris, 2016 ISBN 978-2-84924-447-0
- Aysa – Harminc nappal a háború után –, Regény, Fekete Sas Kiadó, Bp., 2016
- Óbudai Mágusképző. Ifjúsági regény, Napkút Kiadó, 2016
- Nagy Kalap és Pici Sál. Állatos és egyéb gyerekversek; Móra, Bp., 2016
- A megvénhedt Isten. Újabb versek; Tiszatáj Alapítvány, Szeged, 2016 (Tiszatáj könyvek)
- მეორე დღე (a Másnap című regény[26] grúz nyelven), 2015
- Чужденци (az Idegenek című regény [9] bolgár nyelven), 2014
- A Hunor utca titka. Mesék a Foci tér 5-ből; Tevan Alapítvány–Mazsike, Bp., 2014 (Tevan könyvtár)
- Az Egészen Kicsi Kis Létező és egyéb történetek. Felnőttmesék; Napkút, Bp., 2014
- Cicaszobor áll a téren. Versek gyerekeknek, gyerekek rajzaival; Pont, Bp., 2013
- Idegennek lenni, avagy Háttérmagyarázat és szubjektív tényezők. Írások; Napkút, Bp., 2013
- Idegenek (regény, új, harmadik kiadás), 2012
- უცხოელები (az Idegenek című regény grúz nyelven), 2011
- Petőcz András legszebb versei (Zsávolya Zoltán utószavával), 2011
- Obcy (az Idegenek című regény lengyel nyelven), 2011
- Másnap (regény), 2011
- დაბადების დღე (A születésnap című regény grúz nyelven), 2010
- Behatárolt térben (zárójelversek, 1984–2009), 2010
- Dimenzionista művészet – Tamkó Sirató Károly költészeti törekvései a két világháború között, illetve annak hazai és nemzetközi megfelelői – (tanulmánykötet), 2010
- Fremde (az Idegenek című regény német nyelven), 2010
- Idegenek (hangjáték), 2009
- Közeledések és távolodások (CD, Sáry Lászlóval), 2009
- Az idegen arc születése (válogatott és új versek), 2009
- A születésnap (hangoskönyv), 2008
- Arcok (elbeszélések), 2008
- in a row of sunlight (a napsütötte sávban, versek angolul), 2008
- Idegenek (regény), 2007
- Az analfabéta (Agota Kristof művének magyar fordítása, tanulmány), 2007
- A születésnap (regény), 2006
- Csigaházi Eduárd (gyerekvers), 2006
- Sárga virág a feleségem (novellák), 2005
- Európa rádió (versek), 2005
- Mecseki Rita Eszter: Nőtincs (versek álnéven), 2004
- Seymour Glass: Tenyered, ha csattan (versek álnéven), 2003
- Vészhelyzet a Mágusképzőn (ifjúsági regény), 2003
- HA MЯCTOTO OT CЛЪHЦETO OΓPЯHO (amerikai versek bolgárul), 2003 ISBN 954-8549-09-3
- Egykor volt házibarátaink (regény), 2002
- Majdnem minden (összegyűjtött versek), 2002
- Kalandjaim a Mágusképzőn (ifjúsági regény), 2002
- A napsütötte sávban (versek), 2001
- Bojtorján (gyerekversek), 2001
- La métaphore d'Europe (versek franciául), 2000 ISBN 963 8375 78 7
- Medúza (versek), 2000
- Jedynie kochać kogoś pragnę (versek, lengyel nyelven, Aleksander Nawrocki fordításában), Wydawnictwo Książkowe IBiS, 1999, ISBN 83 86236 74 4[27]
- Mesék a Foci tér 5.-ből (gyerekversek), 1999
- In praise of the sea / Lobgesang des Meeres (versek angol és német nyelven), Orpheus, 1999 ISBN 963 9101 51 6
- Déció Pignatari: Vers-gyakorlatok (Petőcz András és Pál Ferenc fordításai), Íbisz kiadó, 1999
- Haroldo de Campos: Konkrét versek (Petőcz András fordításai), 1997
- Idegenként, Európában. Esszék, prózák, kritikák; Orpheusz Könyvek, Budapest, 1997
- Pedro Tamen: Vér víz bor (versek, Asztalos Lajos, Bernát Éva, Csaba Márta, Ladányi-Turóczy Csilla, Pál Ferenc, Petőcz András, Rákóczi István, Rózsa Zoltán, Mohácsi Árpád, Tóth Éva, Turcsány Péter, Vaskó Péter fordításai), Íbisz kiadó, 1997.
- Micimackó és barátai (gyerekversek), 1996
- Tóth László: Szó és csend. Tizenegy beszélgetés. Csiki László, Fodor András, Géczi János, Kukorelly Endre, Petőcz András, Somlyó György, Tornai József, Tőzsér Árpád, Vasadi Péter, Vörös István, Zalán Tibor; JAMK–Új Forrás Szerk, Tatabánya, 1996 (Új Forrás könyvek)
- Az utazó búcsúja. Versek és fordítások; Magyar Írószövetség–Belvárosi, Budapest, 1996 (Bibliotheca Hungarica)
- A tenger dicsérete (válogatott versek), 1994
- Az írógépelt félelem (versek), 1992
- Vissza az égbe (hangjáték, Wahorn András zeneszerző közreműködésével), Magyar Rádió, 1992
- Csutorás Gergely ébresztése (gyerekversek), 1991
- Európa metaforája (versek), 1991
- Közeledések és távolodások (költészeti nagylemez Sáry László zeneszerzővel), Hungaroton SLPX 31392, 1990
- A jelben-létezés méltósága (esszék), 1990
- A láthatatlan jelenlét (versek), 1990
- Médium-art. Válogatás a magyar experimentális költészetből / Selection of Hungarian experimental poetry; szerk. Fráter Zoltán, Petőcz András, angolra ford. Fejér Hédi; Magvető, Budapest, 1990 (JAK füzetek)
- Non-figuratív. A költői hagyaték feldolgozásának vége; Magyar Műhely–Magyar Műhely Baráti Kör, Párizs–Budapest, 1989 (Magyar Műhely Baráti Kör füzetek)
- Kassák Lajos Emlékkönyv (szerkesztő, antológia), 1988
- A jelentés nélküli hangsor. A költői hagyaték feldolgozásának folyamata; Szépirodalmi, Budapest, 1988
- Önéletrajzi kísérletek. Válogatás a költő hagyatékából; Magvető, Budapest, 1984 (JAK füzetek)
- Betűpiramis (versek), 1984
- Állóháború. Irodalmi antológia; szerk. Petőcz András, Tótszegi Tibor; ELTE, Budapest, 1983
- Összegyűjtött tyroclonista versek; szerzői, Budapest, 1983

## Róla szóló irodalom
- Vilcsek Béla: Petőcz András. Pozsony: Kalligram. 2001.  = Tegnap és Ma,  ISBN 80-7149-427-5
- Jelenlét50, Petőcz András ötvenedik születésnapjára, tanulmánykötet, Spanyolnátha Könyvek, 2009
- G. Komoróczy Emőke: Petőcz András: A hazai (új)avantgárd virágkora a nyolcvanas években. Budapest: Napkút. 2014.  = Káva Téka,  80. ISBN 978 963 263 377 0
- G. Komoróczy Emőke: „Ezer arccal, ezer alakban”: Formák és távlatok Petőcz András költészetében. Budapest: Magyar Műhely. 2015.  = Aktuális Avantgárd,  22. ISBN 978 963 759 683 4
- Kántás Balázs: (Az) Európa(i) Rádió(s): Személyesség, közösségi beszédmód, humanizmus és referencialitás Petőcz András ezredforduló utáni (antropológiai posztmodern) költészetében. Veszprém: Művészetek Háza. 2019.  = Vár Ucca Műhely Könyvek,  56. ISBN 978-615-5762-13-0
- Bakonyi István: Petőcz András újabb korszaka. Budapest: Coldwell Art. 2019.  = Élő Irodalom,  ISBN 978-615-5156-40-3

## Díjai, elismerései
- 2021: IPTRC-díj, (2020 legjobb költőinek és műfordítóinak nemzetközi díja)
- 2017: Tiszatáj-díj[28]
- 2017: Magyarország Babérkoszorúja díj
- 2010: A Magyar Köztársasági Érdemrend lovagkeresztje
- 2008: Pro Literatura-díj az Arcok című novelláskötetért
- 2008: Magyar Köztársasági Ezüst Érdemkereszt
- 2008: Márai Sándor-díj az Idegenek című regényért
- 2006: UNESCO-Aschberg Alkotói Díj
- 2003: A nemzetközi Salvatore Quasimodo emlékdíj különdíja, Balatonfüred
- 2001: A Wapoézis első díja (az Élet és Irodalom és a Westel pályázatán)
- 2001: Az Írószövetség Arany János alapítványának díja
- 2000: A Petőfi Irodalmi Múzeum Vörösmarty pályázatának különdíja
- 1996: József Attila-díj
- 1990: Robert Graves-díj (az év legszebb verséért)
- 1989: A Szépirodalmi Könyvkiadó Nívódíja
- 1988: Eötvös-ösztöndíj
- 1987: Kassák Lajos-díj (Párizs)
- 1987: MTA-Soros-ösztöndíj
- 1986: Móricz Zsigmond-ösztöndíj